# John Grey (mort en 1439)
Pour les articles homonymes, voir John Grey et Grey.
John Grey (v. 1387 – 27 août 1439), fut un noble et soldat anglais qui fut chevalier de la Jarretière.

## Biographie
Il est le fils et héritier présomptif de Reginald Grey († 1440), 3e baron Grey de Ruthyn, et de Margaret de Ros, mais il meurt avant son père. 
Il combat à la Bataille d'Azincourt en 1415, et devient le 151e chevalier de la Jarretière en 1436.
Il épouse Constance Holland (1387-1437), fille d'Élisabeth de Lancastre, et nièce de Henri IV d'Angleterre. Elle a précédemment épousé Thomas de Mowbray († 1405), 4e comte de Norfolk et 2e comte de Nottingham, qui est exécuté pour trahison en 1405. Grâce à elle, il profite de son douaire, qui vaut 600 livres par an, jusqu'à sa mort en 1437. Son fils aîné Edmond succède à son grand-père en 1440, et plus tard est créé comte de Kent.
Ils eurent comme enfants :
- Edmond Grey (1er comte de Kent) († 1416-1490), 1er comte de Kent dont postérité
- Thomas Grey († 1461), 1er baron de Richemount Grey en 1450. Exécuté en 1461 après la bataille de Towton.

## Sources
- R. Ian Jack, « Grey family (per. 1325–1523) », Oxford Dictionary of National Biography, Oxford University Press, septembre 2004; édition en ligne, janvier 2008. Sir John Grey (d. 1439): DOI 10.1093/ref:odnb/77133.